# Praeterleptonetidae
Praeterleptonetidae Wunderlich, 2008 è una famiglia di ragni fossili del sottordine Araneomorphae.

## Descrizione
La famiglia ricorda i ragni appartenenti a quella, tuttora esistente, dei Leptonetidae.

## Distribuzione
Si tratta di una famiglia estinta di ragni le cui specie ad oggi note sono state scoperte nell'ambra in Birmania. Esse risalgono al Cretaceo.

## Tassonomia
A febbraio 2015, di questa famiglia fossile sono noti due generi:
- Palaeohygropoda Penney, 2004c †, Cretaceo
- Praeterleptoneta Wunderlich, 2008d †, Cretaceo